# Agenville
Agenville é uma comuna francesa na região administrativa de Altos da França, no departamento de Somme. Estende-se por uma área de 3,3 km². Em 2010 a comuna tinha 90 habitantes (densidade: 27,3 hab./km²).